# Interstate 235 (Oklahoma)
L'Interstate 235 est une autoroute inter-états auxiliaire de l'Interstate 35 en Oklahoma. Elle est aussi appelée Centennial expressway. Elle a une longueur de 5,63 miles et possède six voies sur toute sa longueur.

## Description du tracé

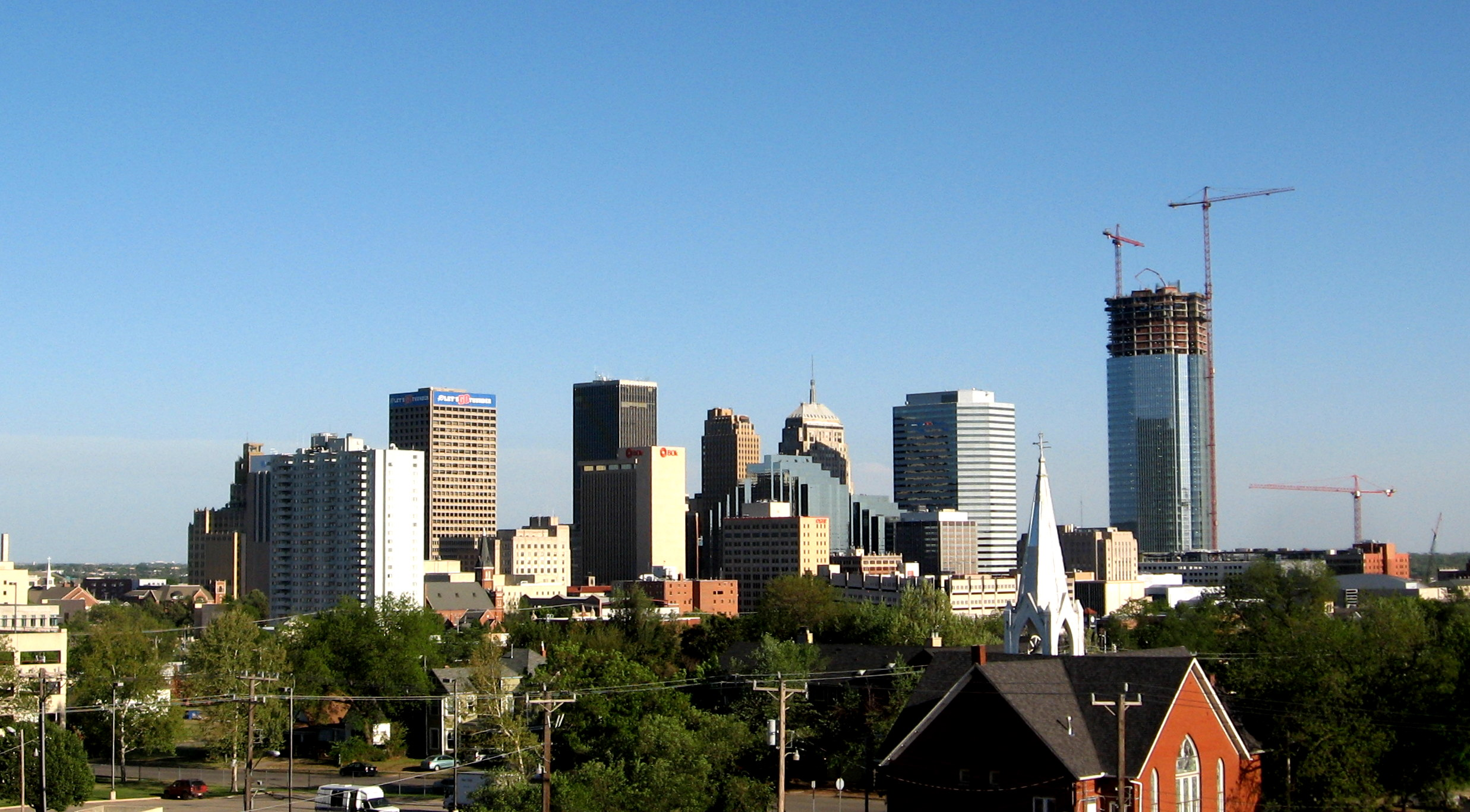
Le centre-ville d'Oklahoma City, duquel l'I-235 passe tout juste à l'est.

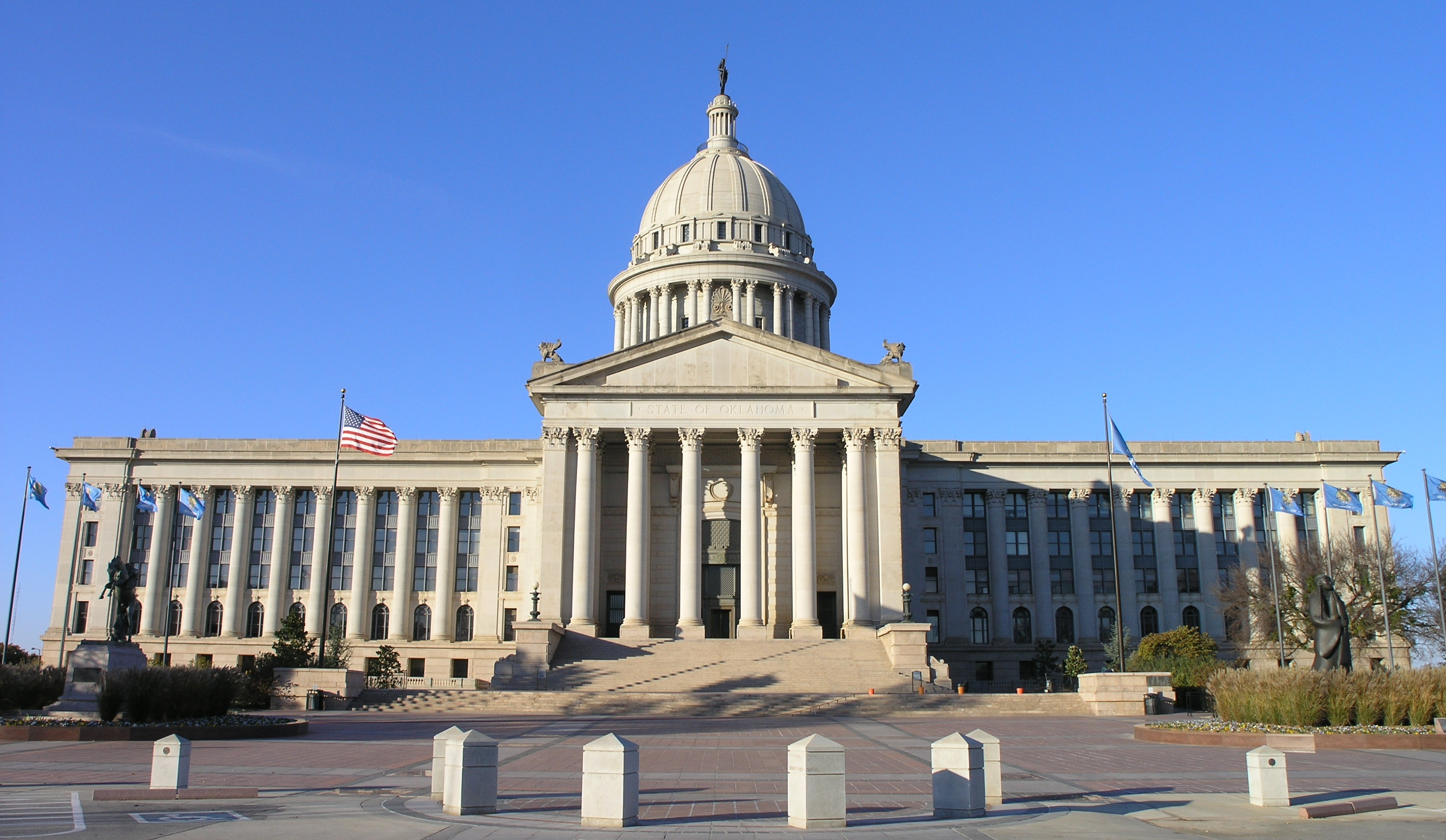
Le capitole de l'Oklahoma, tout juste à l'est de l'Interstate 235.

L'I-235 débute au sud-est du centre-ville d'Oklahoma City avec sa jonction avec l'I-40 et l'I-35. Elle se dirige ensuite vers le nord en passant juste à l'est du centre-ville d'Oklahoma City. Elle croise ensuite perpendiculairement les principales artères de la ville, dont 10th St ainsi que 23 rd St. Tout juste au nord, elle passe tout juste à l'ouest du Capitole de l'État. Finalement, 2,5 miles au nord, elle rejoint l'Interstate 44, terminal nord de l'I-235, après avoir parcouru au peu plus de 5 miles dans la capitale de l'Oklahoma.
L'I-235 est extrêmement achalandée, notamment aux heures de pointe, car c'est le seul lien entre les banlieues nord et nord-ouest de la ville et le centre-ville (sorties 1A-2 de l'I-235). Une autre raison pourrait être que l'autoroute ne compte que 6 voies, ce qui est nettement insuffisant pour le nombre de voitures qui passent sur l'autoroute. Elle devrait au moins avoir 10 voies pour supporter son trafic.

## Histoire
L'I-235 faisait partie du plan original du réseau Interstates highways en 1955. Toutefois, elle fut l'une des dernières à être complétée. Seulement 3,7 miles étaient construits en 1978. L'autoroute a finalement été complétée en 1989, en construisant les 2 miles restant entre la 36th St et l'I-44.

## Liste des sorties
| Interstate 235                            |               |      |      |        |                                                                     | |
| Comté                                     | Municipalité  | mi   | km   | Sortie | Intersections / Destinations                                        | Notes |
| Oklahoma                                  | Oklahoma City | 0,00 | 0,00 |        | I-35 sud / US 77 sud / US 62 ouest – Dallas                         | Terminus sud; terminus sud du multiplex avec US 77; sortie 126 de l'I-35; sortie 141B de l'I-40                                      |
| Oklahoma                                  | Oklahoma City | 0,00 | 0,00 | 125C   | Oklahoma City Boulevard                                             | Numéro basé sur ceux de l'I-35; sortie direction nord seulement                                                                      |
| Oklahoma                                  | Oklahoma City | 0,00 | 0,00 | 1A     | I-35 nord / I-40 est / US 62 est / US 270 est – Wichita, Fort Smith | Sortie direction sud, entrée direction nord                                                                                          |
| Oklahoma                                  | Oklahoma City | 0,00 | 0,00 | 1B     | I-40 ouest / US 270 ouest – Amarillo                                | |
| Oklahoma                                  | Oklahoma City | 0,43 | 0,69 | 1C     | Sheridan Avenue – Centre-ville                                      | Sortie direction nord seulement |
| Oklahoma                                  | Oklahoma City | 0,43 | 0,69 | 1C     | Oklahoma City Boulevard                                             | Sortie direction sud seulement |
| Oklahoma                                  | Oklahoma City | 0,65 | 1,05 | 1D     | Lincoln Boulevard – Capitole d'État                                 | Sortie direction nord, entrée direction sud                                                                                          |
| Oklahoma                                  | Oklahoma City | 1,13 | 1,82 | 1E     | Harrison Avenue / N. 10th Street                                    | Pas de sortie direction sud |
| Oklahoma                                  | Oklahoma City | 1,13 | 1,82 | 1F     | N. 6th Street / Walnut Avenue                                       | Pas de sortie direction nord |
| Oklahoma                                  | Oklahoma City | 1,40 | 2,25 | 1G     | N. 10th Street                                                      | Sortie direction sud, entrée direction nord                                                                                          |
| Oklahoma                                  | Oklahoma City | 2,32 | 3,73 | 2A     | N. 23rd Avenue / Santa Fe Avenue                                    | Sortie direction nord, entrée direction sud                                                                                          |
| Oklahoma                                  | Oklahoma City | 2,64 | 4,25 | 2B     | N. 23rd Avenue / Broadway Avenue – Capitole d'État                  | Sortie direction sud, entrée direction nord                                                                                          |
| Oklahoma                                  | Oklahoma City | 3,53 | 5,68 | 3      | N. 36th Street                                                      | |
| Oklahoma                                  | Oklahoma City | 5,05 | 8,13 | 4      | I-44 / Santa Fe Avenue / N. 50th Street – Lawton, Tulsa             | Indiqué sortie 4A (ouest) et 4B (est); sortie 127 de l'I-44 ouest, 127A-B de l'I-44 est; sortie direction nord, entrée direction sud |
| Oklahoma                                  | Oklahoma City | 5,36 | 8,63 | —      | US 77 nord – Edmond                                                 | Terminus nord; terminus nord du multiplex avec US 77                                                                                 |
| - Terminus de multiplex - Accès incomplet |               |      |      |        |                                                                     | |